# Antígeno prostático específico
El antígeno prostático específico (abreviado por sus siglas en inglés, PSA, prostate-specific antigen) es una sustancia proteica sintetizada por células de la próstata. Su función es disolver el coágulo seminal. Es una glucoproteína cuya síntesis se creía exclusiva de la próstata, pero que también se sintetiza en otros tejidos, como páncreas o glándulas salivares. Una pequeñísima parte de este PSA pasa a la circulación sanguínea de hombres enfermos. Precisamente este PSA que pasa a la sangre es el que se mide para el diagnóstico, pronóstico y seguimiento del cáncer —tanto localizado como metastásico— y otros trastornos de la próstata, como la prostatitis. Los niveles normales en sangre de PSA en los varones sanos son muy bajos, del orden de millones de veces menos que en el semen, y se elevan en la enfermedad prostática. Los valores de referencia para el PSA sérico varían según los distintos laboratorios, aunque el valor normal aceptado actualmente es de hasta 4,0 ng/ml. Su producción depende de la presencia de andrógenos y del tamaño de la glándula prostática.

## Bioquímica
El antígeno prostático específico (PSA), también es conocido como calicreína III, seminina, semenogelasa, γ-seminoprotein y antígeno P30, es una glucoproteína de 34 kD producida principalmente por la glándula prostática. El PSA se produce con el fin de licuar el semen eyaculado y permitir un medio para que los espermatozoides se movilicen libremente. También se cree que es útil para disolver la capa mucosa cervicouterina, permitiendo la entrada a los espermatozoides. Bioquímicamente, el PSA es una enzima de la familia de la serinas-proteasas (número EC 3.4.21.77), cuyo gen se localiza en el cromosoma 19 (19q13).

## Importancia clínica
Aunque el PSA es más abundante en el semen, una pequeña proporción se encuentra también en la sangre, a niveles normalmente inferiores a 4,0 ng / mililitro. La concentración sérica de PSA es la prueba más sensible para detectar precozmente el cáncer de próstata, ya que se eleva aproximadamente en el 65 % de los casos. El intervalo normal en el primer examen comercial del PSA (el Tandem-R PSA creado por Hybritech) en 1986 se basaba en un estudio que demostró que el 99% de los 472 hombres aparentemente sanos tenían un PSA total por debajo de 4 ng/mL. El punto de corte de los niveles normales puede aumentar según la edad del paciente. De esta forma, unos niveles de PSA séricos de 4 ng/mL pueden considerarse elevados en una persona de 50 años y ser normales en una de 80 años. Los niveles de PSA oscilan de forma aleatoria en torno a un 15 % en un mismo individuo. Así, un análisis de PSA de 3 ng/mL se puede repetir en otra ocasión y podría dar un resultado de 3,5 o 2,5 ng/mL de forma natural. En un paciente hospitalizado los niveles pueden disminuir hasta un 50 %. 

### PSA sanguíneo

Riesgo de cáncer de próstata en dos grupos de edades basados en el «PSA libre» como un % del «PSA total».

Cuando se desarrolla un cáncer de próstata, los niveles de PSA aumentan por encima de 4. Si los niveles se encuentran entre 4 y 10, la probabilidad de tener un cáncer de próstata es del 25 %. Si los niveles de PSA son mayores de 10, la posibilidad de padecer un cáncer de próstata es del 67 % y aumenta conforme los niveles de PSA se incrementan. El PSA es un marcador tumoral imperfecto por su escasa sensibilidad (35 % de falsos negativos) y su falta de especificidad, ya que los niveles del PSA pueden verse afectados por muchos factores. Dado que la elevación del PSA en el plasma es proporcional a la masa tumoral presente, este índice puede ser útil para alertar de un posible cáncer de próstata. Cuanto más avanzado esté el proceso tumoral, más frecuente se encontrarán valores por encima de la normalidad. No obstante, un cierto porcentaje de pacientes con cáncer de próstata muestran niveles de PSA «normales», que, por tanto, arrojarían un falso negativo.
El PSA da valores altos también por el agrandamiento de la próstata, llamado también hiperplasia benigna de próstata, un fenómeno que se da de forma natural en muchos varones a medida que envejecen. Asimismo, puede aumentar en caso de irritación, prostatitis —inflamación de la glándula prostática— y en el infarto prostático.
La eyaculación puede provocar un aumento temporal del PSA en la sangre, razón por la que se recomienda abstenerse de relaciones sexuales un mínimo de 2 días antes de la extracción de sangre para el estudio del PSA. Al contrario de lo que se ha creído durante años, el tacto rectal no altera significativamente los niveles del PSA. Utilizando conjuntamente el valor del PSA y el tacto rectal se puede descubrir más del 60 % de los cánceres de próstata que todavía no están localizados.

### Porcentaje del PSA libre
El PSA está presente en la sangre en dos formas principales. La mayoría circula en la sangre, rodeada y unida a proteínas plasmáticas, y una pequeña cantidad, llamada «PSA libre», circula libre de uniones proteicas. La prueba del porcentaje de PSA libre indica qué cantidad del PSA total circula libre comparado con el que está unido a proteínas. El riesgo de cáncer aumenta si la relación entre PSA libre y PSA total es menor al 25 %. Cuanto menor sea la proporción, mayor será la probabilidad de tener cáncer prostático. Si el resultado del PSA total, por ejemplo, está entre 4-10 ng/mL —un valor anormal con un riesgo calculado del 25 % de tener un cáncer de próstata— y al mismo tiempo cursa con un bajo porcentaje del PSA libre (menor del 10 %), significa entonces que la probabilidad de tener un cáncer de próstata aumenta a un 50 % y que por ello es necesario realizar una biopsia diagnóstica. Un reciente estudio encontró que, si los hombres con resultados de PSA en el límite superior (4-10 ng/mL) se realizaran una biopsia de próstata, se justificaba solo cuando el porcentaje de PSA libre era menor del 25 %, encontrándose que alrededor del 20 % de las biopsias de próstata serían innecesarias y podrían haberse evitado. De modo que medir la relación del PSA libre del total parece ser de particular interés para eliminar biopsias innecesarias en hombres con niveles de PSA entre 4 y 10. Aunque esta prueba se usa ampliamente, existe cierto desacuerdo respecto a que el 25% sea el mejor valor a usar. 
Los pacientes con cáncer de próstata tienen menor porcentaje de PSA libre, mientras que los que sufren una hiperplasia benigna de próstata tienen una mayor proporción de PSA libre. Es importante tener en cuenta que la eyaculación incrementa momentáneamente el nivel de PSA, tanto libre como total, y retorna a valores basales en un lapso de 24 horas.

### Velocidad del PSA
Incluso cuando el valor total del PSA no es alto, un rápido incremento en el tiempo de progresión del valor del PSA sugiere la presencia de un cáncer, en cuyo caso conviene realizar una biopsia. No es tanto el valor en sí como su alteración brusca. Este método puede usarse si se realiza una prueba del PSA cada año. Si aumenta más rápido de 0.75 ng/mL al año (por ejemplo, si los valores van de 3 a 3,8 a 4,6 aumentando cada vez en el transcurso de tres años consecutivos), se considera una alta velocidad, y se espera que se considere una biopsia de próstata. Muchos médicos creen que, para que sea válida, la velocidad del PSA debería medirse como mínimo durante 18 meses.[cita requerida]
A pesar de los hallazgos anteriores, estudios más recientes han sugerido que la velocidad del incremento del PSA ha dejado de ser un marcador específico para el cáncer de próstata. Sin embargo, la velocidad del PSA puede que tenga valor en el pronóstico del cáncer de próstata diagnosticado. Aquellos hombres con cáncer prostático cuyo valor de PSA aumente más de 2.0 ng/ml durante el año anterior al diagnóstico del cáncer parecen expuestos a un mayor riesgo de mortalidad por el cáncer de próstata, incluso si se han sometido a una prostatectomía retropúbica radical.

### Densidad del PSA
Una alta densidad del PSA (PSAD) indica gran probabilidad de cáncer, considerando la relación entre el valor de PSA sanguíneo y el tamaño de la glándula prostática. La PSAD se utiliza en los hombres que tienen una próstata grande, sin que sea cancerígena. Los médicos deben determinar el tamaño de la glándula con ecografía transrectal y dividir el valor del PSA entre el volumen prostático.

### PSA específico por edad
El PSA que se obtiene dentro del rango límite (4-10 ng/mL) puede ser más preocupante en los hombres de 50 años que en los de 80 años. Se sabe que el PSA está normalmente más elevado en los hombres mayores que en los hombres jóvenes, incluso en ausencia de cáncer. Por esta razón, algunos médicos deciden comparar los resultados del PSA con los hombres de la misma edad, con el fin de hacer los ajustes de diagnóstico.

### PSA «ultrasensible»
Tiene la particularidad de detectar niveles bajos de PSA, incluso de 0,01 ng/mL.

### PSA en tejidos
Además de la medición de PSA sanguíneo, se pueden colorear algunas muestras de tejidos con tinciones específicas para la presencia de PSA con el fin de determinar el origen de las células malignas que hayan metastizado.

## Uso de la prueba del PSA después de diagnosticar un cáncer de próstata

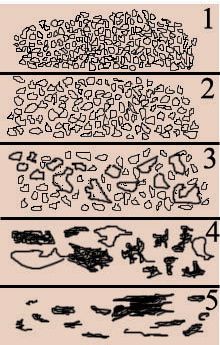
Escala de Gleason que asocia la morfología de la glándula prostática con el riesgo de cáncer de próstata. 1. Células pequeñas y uniformes. 2 Más espacio entre las células. 3 Infiltración de células no glandulares en la periferia. 4 Masas irregulares de células con pocas glandulares. 5 No se presencian células glandulares. A medida que la escala aumenta, la diferenciación de las células glandulares se vuelve más baja.

Aunque la prueba del PSA se usa principalmente para detectar precozmente el cáncer de próstata, también es válida para otras situaciones:
- Después de la cirugía o de la radioterapia, el nivel del PSA puede monitorizarse, para determinar si el tratamiento ha resultado exitoso. Si el tratamiento extirpa o destruye todas las células prostáticas, normalmente los valores del PSA disminuyen a niveles muy bajos. Una elevación posterior del PSA puede significar que han sobrevivido células del cáncer de próstata y el cáncer ha recidivado. Sin embargo, no está claro cuál es el tratamiento correcto de los pacientes con una recidiva detectada solamente por una elevación del PSA (recidiva bioquímica). La forma de descenso de los niveles de PSA sérico depende de la terapia elegida. En los pacientes sometidos a prostatectomía radical, si se ha eliminado todo el tejido, aproximadamente al cabo de un mes el PSA ha de bajar a niveles indetectables. Posteriormente, los niveles de PSA se han de mantener en este límite de detectabilidad, pues una elevación significa recurrencia del tumor. Si el tratamiento es con radioterapia, los niveles disminuyen lentamente hasta estabilizarse en torno al rango de referencia. Durante la radioterapia, puede haber un incremento transitorio de los niveles de PSA, que no es un signo de progresión de la enfermedad.[27] La recurrencia se sospecharía por un incremento de los niveles de PSA. Por convenio, se establece que existe recidiva bioquímica tras radioterapia cuando se detectan tres aumentos consecutivos a partir del nadir del PSA, definido como el valor más bajo del PSA alcanzado tras la radioterapia. El tiempo de duplicación del PSA (superior o inferior a 10 meses, según un punto de corte previamente identificado) es un factor significativo en la predicción del desarrollo de metástasis.[28]
- Si se diagnostica un cáncer de próstata localizado, la prueba del PSA puede ayudar a predecir el pronóstico antes de ser tratado.
- Puede ser usado junto con los resultados de la exploración clínica (estadificación de Jewett)[29] y el grado de diferenciación del tumor (escala de Gleason) para ayudar a decidir qué pruebas diagnósticas se necesitan para una evaluación adicional.[30] A partir de un PSA mayor de 10 es recomendable realizar un rastreo óseo.
- Puede ayudar a predecir si el cáncer está confinado en la glándula prostática o fuera de ella. Si el nivel del PSA es muy alto, es probable que el cáncer haya sobrepasado los límites de la próstata. Esto puede afectar las opciones de tratamiento, como algunos tipos de terapias (cirugía o radioterapia) que no son benéficas si el cáncer ha sobrepasado los ganglios linfáticos u otros órganos.[29]
- Durante el tratamiento hormonal, el nivel de PSA puede indicar la eficacia del tratamiento o cuál es el momento de probar con otro tipo de tratamiento. La terapia hormonal también disminuye los niveles de PSA a los valores de referencia, esta vez por dos motivos: en primer lugar, porque desciende esta producción andrógeno dependiente,[31] y, en segundo lugar, porque disminuye la carga tumoral.
- Si el cáncer ha sobrepasado los límites de la próstata (enfermedad metastásica), la cifra de ese momento del PSA no predice los síntomas ni la supervivencia. Muchos pacientes tienen los valores del PSA muy elevados y se encuentran asintomáticos. Otras personas tienen valores bajos y tienen síntomas. Cuando la enfermedad está avanzada, puede ser más importante observar el aumento del PSA que la cifra en el momento de la diseminación.

## Justificación del uso del PSA
Es muy importante que las medidas de PSA se realicen siempre con la misma técnica y, a ser posible, en el mismo laboratorio. De este modo se asegura que las variaciones encontradas se deben al proceso evolutivo del tumor y no son alteraciones técnicas.
El uso de PSA aumentó inicialmente la prevalencia del cáncer de próstata, que comenzó a disminuir desde 1993. Desde entonces, también comienza una leve disminución de una historia de 20 años de aumento de mortalidad.
La Sociedad Estadounidense de Oncología Clínica recomienda que no es necesario que todos los hombres mayores de 50 años se realicen la prueba de antígeno prostático específico una vez al año. Los hombres a quienes se les detecta un nivel de PSA menor que 1 ng/mL (nanogramo por mililitro) no tienen que volver a hacerse la prueba hasta después de cinco años, porque hay un 98 % de posibilidades de que el antígeno no aumente durante ese tiempo, y los varones que tienen un nivel inicial de PSA entre 1 y 2 nanogramos por mililitro deberían hacérsela cada dos años. Solo cuando se tiene un nivel de PSA superior a 2 ng/mL se sugiere la realización anual de la prueba PSA.